# Daniel Sternefeld
Daniel Sternefeld (født 27. november 1905 i Antwerpen - død 2. juni 1986 i Bruxelles, Belgien) var en belgisk dirigent og komponist.
Sternefeld studerede først direktion og komposition på det Kongelige Musikkonservatorium Flanders i Antwerpen hos bl.a. Paul Gilson og Frank van der Stucken. Herefter koncentrerede han sig om sine direktionsstudier, som han færdiggjorde på Mozarteum i Salzburg, hos forskellige lærere bl.a. Clemens Krauss og Herbert von Karajan. Han opbyggede sig en travl dirigent karriere, men fik alligevel tid til at komponere en mængde musik, f.eks to symfonier, orkesterværker, opera, balletmusik, vokalmusik, oratorier etc.
Sternefeld gjorde meget for at promovere den belgiske moderne klassiske musik udenfor landets grænser. Han indspillede mange symfonier og orkesterværker af datidens og nutidens komponister fra Belgien på pladeselskabet Cultura.

## Udvalgte værker
- Symfoni nr. 1 (1943) - for orkester
- Symfoni nr. 2 "Breugel" (1981-1983) - for orkester